# مهنا أبو غنيمة
الشاعر الدكتور مهنا أبو غنيمة من مواليد إربد بالأردن سنة 1362 هـ / 1943م. توفي عام 1398 هـ / 1978 طبيبًا في الخدمات الطبية الملكية الأردنية. له ديوان منشور أغاني طائر النورس.